# Уйсал, Неджип
Неджип Уйсал (тур. Necip Uysal; 24 января 1991 года, Бакыркёй) — турецкий футболист, защитник и капитан клуба «Бешикташ».

## Клубная карьера
Косоварского происхождения. Неджип Уйсал начинал свою карьеру футболиста в клубе «Бешикташ». 24 октября 2009 года он дебютировал в турецкой Суперлиге, выйдя на замену в самой концовке гостевого матча с «Эскишехирспором». А спустя год Неджип Уйсал забил свой первый гол на высшем уровне, отметившись в домашнем поединке против «Сивасспора».

## Карьера в сборной
3 марта 2010 года Неджип Уйсал дебютировал в составе сборной Турции в товарищеском матче с командой Гондураса.

## Достижения
«Бешикташ»
- Чемпион Турции (4): 2008/09, 2015/16, 2016/17, 2020/21
- Обладатель Кубка Турции (2): 2010/11, 2020/21